# تشارلز ماكجي (فنان)
تشارلز ماكجي (بالإنجليزية: Charles McGee)‏ هو فنان أمريكي، ولد في 15 ديسمبر 1924 في كليمسون في الولايات المتحدة.